# Art soviètic

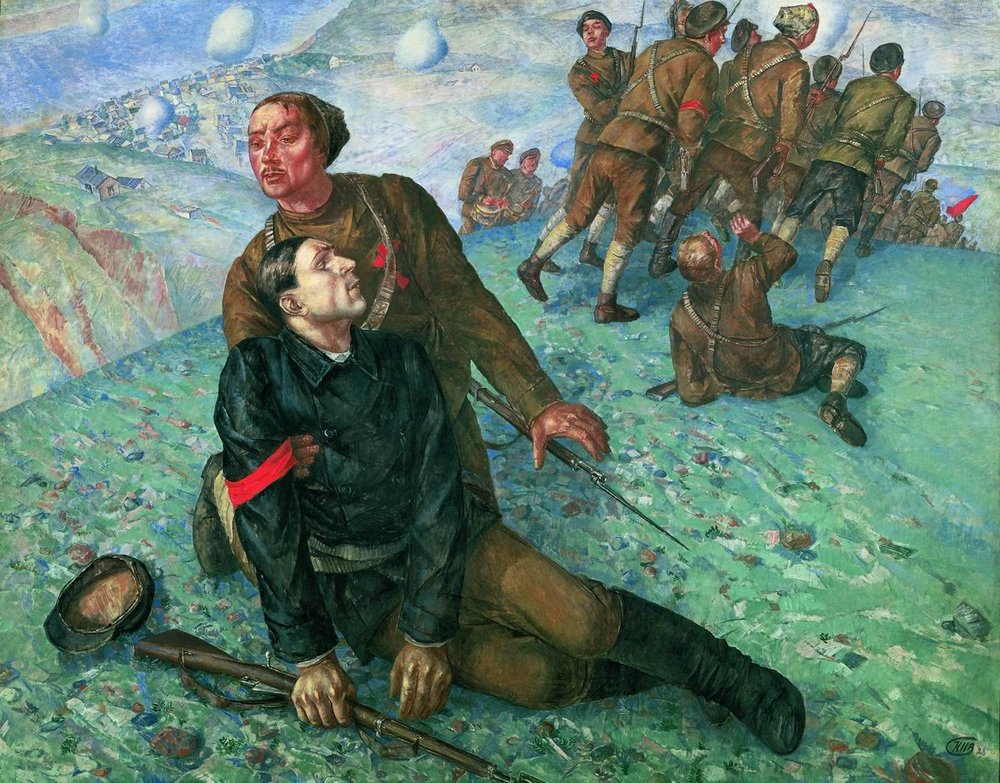
Kuzma Petrov-Vodkin. Mort del Comissari

El terme art soviètic es refereix a les arts visuals produïdes a l'antiga Unió Soviètica.

## Primers anys
Durant la Revolució russa s'inicià un moviment per posar totes les arts al servici de la dictadura del proletariat. L'instrument per portar-ho a terme es creà dies abans de la revolució d'octubre, coneguda com a Proletkult, que abrevia «Proletarskie kulturno-prosvetitelnye organizatsii» (Organitzacions proletàries de cultura i il·lustració). Un teòric prominent d'este moviment va ser Aleksandr Bogdànov. Al començament, el Narkompros (ministeri d'Educació), que estava també a càrrec de les arts, recolzà el Proletkult. No obstant això, aquest últim va cercar massa independència respecte al dirigent Partit Comunista dels bolxevics, es guanyà l'actitud negativa per part de Vladímir Lenin, al voltant de 1922 declinà considerablement, i acabà essent dissolt l'any 1932.
Les idees de Proletkult varen atreure a l'avantguarda russa, que lluitava per liiurar-se de les convencions de l'«art burgès». Entre les persones destacades d'aquest moviment hi hagué Kazimir Malévitx. Així i tot les idees de l'avantguardisme, amb el temps, col·lidiren amb la direcció, patrocinada des de l'Estat, del recent sorgit realisme socialista.
A la recerca de noves formes d'expressió, l'organització de Proletkult era altament eclèctica pel que fa a les seves formes d'art, i així tendia a rebre aspres crítiques per incloure tendències tan modernes com l'impressionisme o el cubisme, ja que aquests moviments existien abans de la revolució i, per tant, s'associaven amb el «decadent art burgès».
Entre els experiments més primerencs de Proletkult hi havia l'estètica pragmàtica de l'art industrial, essent el seu teòric més destacat Borís Arvàtov.
Un altre grup va ser UNOVIS, un grup de joves artistes que tingué una vida breu, però que va ser molt influent, liderats per Kazimir Malévitx durant la dècada de 1920.

## L'era del realisme socialista
L'art soviètic s'acostuma a distingir en diversos períodes. El període de condicional des de 1917 i el final de la dècada de 1920, anomenada post-revolucionària, i des de la dècada de 1930 i l'any 1991 que s'anomenà el període soviètic. El realisme socialista com el plat principal i el mètode principal en l'art soviètic s'associa generalment amb el període 1930-1950. En un sentit més ampli, el realisme socialista sovent entén tot el treball dels artistes soviètics (període de 1930-1980), i comptà amb la Unió d'Artistes. Els investigadors moderns han contrastat el seu treball per a artistes no conformistes, els representants de l'art informal.
Havies de menester un art oficialment aprovat per seguir la doctrina del realisme socialista. Un dels artistes soviètics oficials més coneguts va ésser Aleksandr Geràssimov. Durant la seua carrera va produir un gran nombre de pintures heroiques de Stalin i d'altres membres del Politburó. Nikita Khrusxov va sostenir, més endavant, que Kliment Voroixílov passà més temps posant a l'estudi de Gerasimov que atenent els seus deures de Comissariat de Defensa del Poble. La pintura de Gerasimov mostra una mestria de les tècniques de representació clàssiques.

## Art inconformista soviètic
La mort de Stalin l'any 1953, i el «desgel» de Nikita Khrusxov, va obrir el camí a una onada d'alliberació en les arts arreu de la Unió Soviètica. Tot i que no es va produir cap canvi oficial de política, els artistes començaren a sentir-se lliures per experimentar amb la seva obra, amb menys por pel que feia a les repercussions que existiren durant el període estalinista.
Als anys cinquanta, l'artista moscovita Eli Beliutin animà als seus estudiants a experimentar amb l'abstracció, una pràctica gens aconsellada pel sindicat d'artistes, que recolzava ben estrictament la política oficial del realisme socialista. Els artistes que escolliren pintar amb estils alternatius havien de fer-ho en privat i mai varen poder exposar o vendre la seva obra. Com a resultat d'aquest fet, l'art inconformista es desenvolupà per un camí separat respecte a l'art oficial que es registrava als llibres d'història.
La revista LIFE publicà dos retrats de dos pintors, que al seu judici, eren els més representatius de les arts russes de l'època: foren Serov, una icona soviètica oficial, i Anatoli Zverev, un expressionista de les avantguardes russes "underground". El retrat de Lenin fet per Serrov i l'autoretrat de Zverev es relacionaven per molts experts del moment amb una estreta lluita bíblica entre Satanàs i el Salvador. Quan Khrusxov conegué la publicació s'enutjà i prohibí tots els contactes amb visitants occidentals, tancà totes les exposicions semi legals i, per descomptat, Zverev va ser el principal objectiu de la seva ira.
El grup Lianozov es va formar al voltant de l'artista Oskar Rabin als anys seixanta i inclogué a artistes com Valentina Kropivnitskaya, Vladimir Nemukhin, o Lydia Masterkova. Tot i que no s'adheriren a cap estil comú, aquests artistes cercaven expressar-se a si mateixos fidelment de la manera que cadascun considerava més adequat, més que adherint-se l'estil propagandístic del realisme socialista.
La tolerància cap a l'art inconformista per part de les autoritats sofrí un flux i reflux abans de la caiguda final de la Unió Soviètica l'any 1991. Els artistes aprofitaren els primers anys després de la mort de Stalin per experimentar amb la seua obra sense por de ser perseguits. L'any 1962, els artistes experimentaren un petit revés quan Khrusxov aparegué a l'exposició del XXX aniversari del Sindicat d'Artistes de Moscou a la sala d'exposicions Manege. Entre les obras tòpiques del realisme socialista, hi havia unes poques obres abstractes d'artistes com Ernst Neizvestny i Eli Beliutin, que Khrusxov criticà dient que eren una «merda», i els artistes uns «homosexuals». El missatge estava clar: la política artística no era tan liberal como tot el món esperava.
Desafortunadament, la història del final de l'art soviètic ha estat dominat per la política i les fórmules simplistes. Tant al món de l'art com el públic en general, s'ha dat poca consideració al caràcter estètic de l'obra produïda a l'URSS als anys setanta i vuitanta. En canvi d'això, l'art oficial i el no oficial del període usualment es consideraven en relació als desenvolupaments polítics «bons» o «dolents». Una perspectiva més matisada emfatitzaria que hi hagué nombrosos grups que competien fent art a Moscú i a Leningrad durant aquest període. Les figures més importants per a l'escena artística internacional han estat els artistes moscovites Ilià Kabakov, Erik Bulatov, Andrei Monastirsky, Vitaly Komar i Aleksandr Melamid.
L'incident més tristament cèlebre en relació als artistas inconformistes de l'antiga URSS ocorregué durant l'Exposició Bulldozer de 1974, que tingué lloc a un parc als afores de Moscou, i que incloïa obra d'artistes com Oskar Rabin, Komar i Melamid, Aleksandr Jdànov, i Leonid Sokov. Els artistes implicats havien escrit a les autoritats sol·licitant permís per celebrar l'exposició, però no reberen resposta. Així i tot decidiren seguir endavant amb l'exposició, que consistia tan sols en obres d'art no oficials que no se ajustaven a l'estil del realisme socialista. El KGB posà fi a l'exposició just hores després que aquesta obrís portant bulldozers per destruir completament totes les obres d'art presents. Afortunadament pels artistes, la premsa estrangera havia estat allí per ser testimoni dels fets. La cobertura a nivell mundial d'ella forçà a les autoritats a permetre una exposició d'Art Inconformista dues setmanes més tard al Parc Izmaïlovski de Moscou.
Durant els anys vuitanta, les polítiques de Gorbatxov de perestroika i glàsnost feren virtualment impossible per a les autoritats restringir als artistes o la seva llibertat d'expressió. Amb la caiguda de l'URSS, la nova economia de mercat permeté el desenvolupament d'un sistema de galeries, que significava que els artistes no havien de ser ja treballadors de l'Estat, i podien crear obres d'acord amb els seus propis gustos, així com els gustos dels seus mecenes privats. En conseqüència, després de l'any 1986 el fenomen de l'Art Inconformista a l'URSS deixà d'existir.

## Galeria

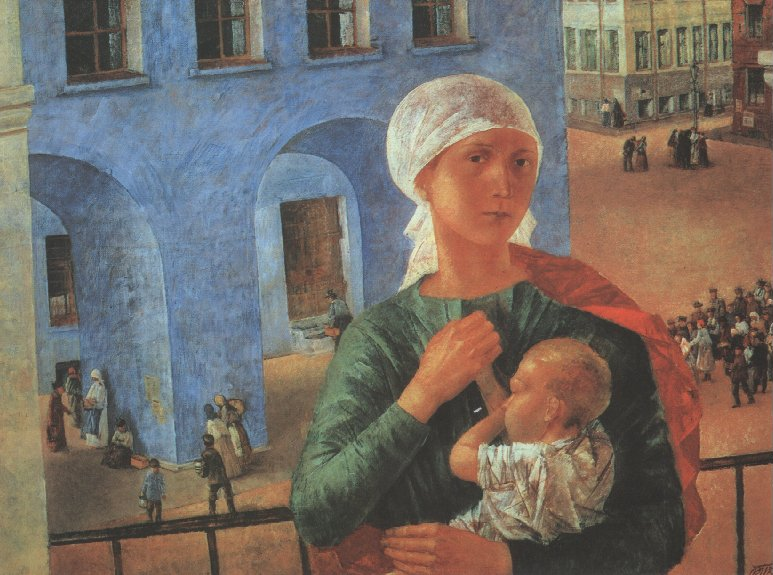
K. Petrov-Vodkin. Petrograd Madonna
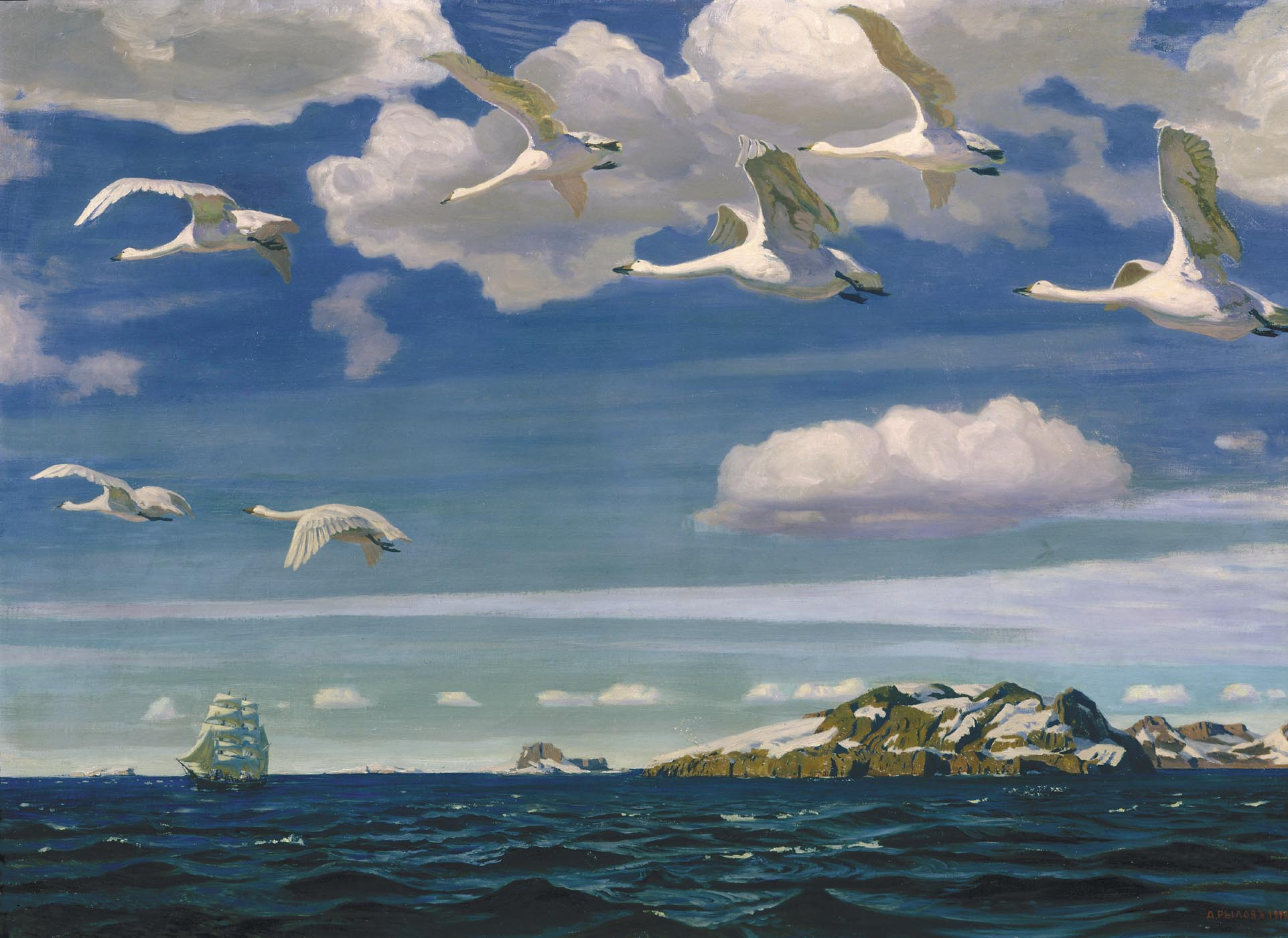
A. Rylov.
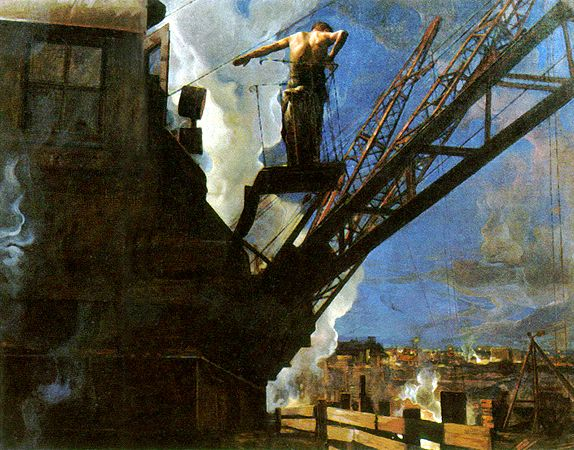
I. Brodski.
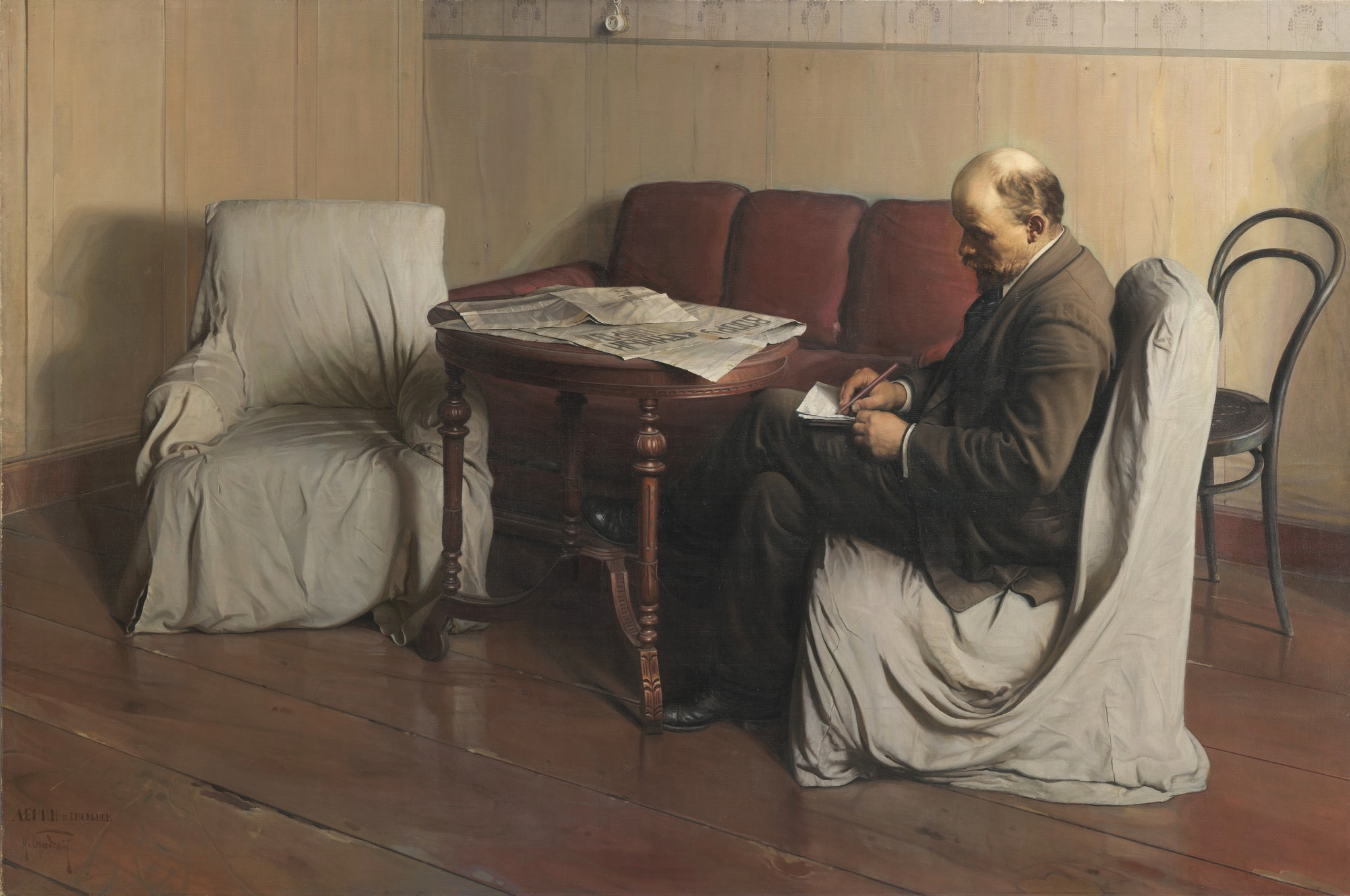
I. Brodski. Lenin a Smolny. 1930
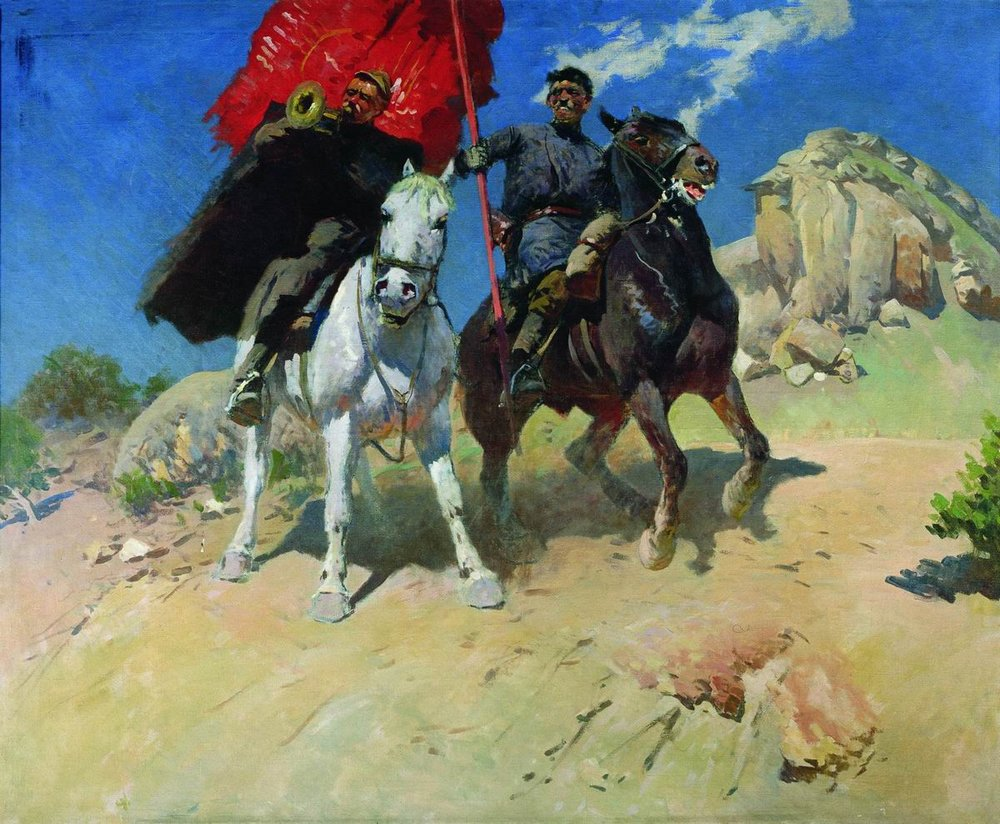
M. Grekov.
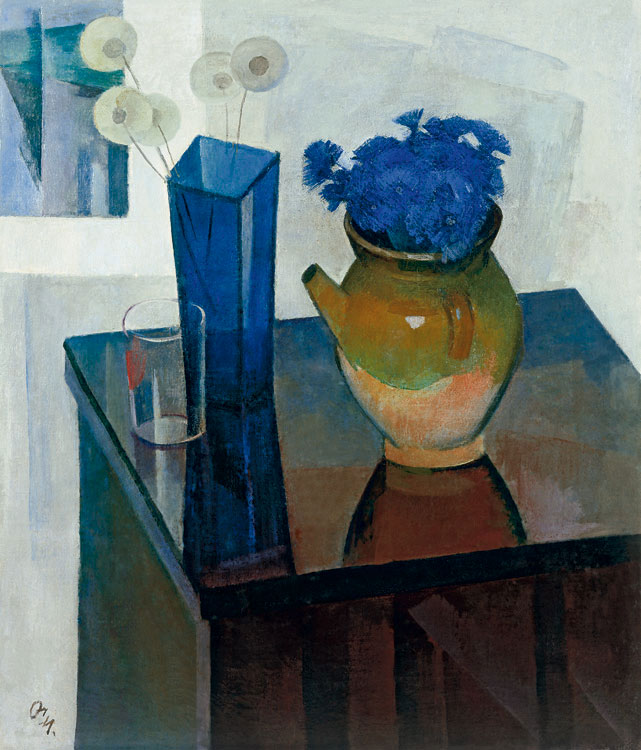
S. Osipov. Ancians. 1976